# Bolo-Fouta
Bolo-Fouta, o anche Bolofouta, è un comune rurale del Mali facente parte del circondario di Yanfolila, nella regione di Sikasso.
Il comune è composto da 4 nuclei abitati:
- Doussoudiana (centro principale)
- Laminina
- N'Tomogola
- Niakoni